# The Gangster (film 1913)
The Gangster (o The Gangster's Sacrifice) è un cortometraggio muto del 1913 prodotto dalla Lubin. Il nome del regista non viene riportato nei credit del film che ha come interprete femminile Edna Luby, un'attrice che proveniva dal teatro e che, nella sua carriera, girò tre film per la casa di produzione di suo zio Siegmund Lubin.

## Produzione
Il film fu prodotto dalla Lubin Manufacturing Company.

## Distribuzione
Distribuito dalla General Film Company, il film - un cortometraggio in due bobine - uscì nelle sale USA il 28 agosto 1913.